# Kỳ giông Oklahoma
Eurycea tynerensis (tên tiếng Anh: Oklahoma Salamander) là một loài kỳ giông trong họ Plethodontidae.
Nó là loài đặc hữu của Hoa Kỳ.
Các môi trường sống tự nhiên của chúng là các khu rừng ôn hòa, sông, và suối nước ngọt.
Nó bị đe dọa do mất môi trường sống.